# Хіракіда Коїті
Хіракіда Коїті (7 травня 1938 — 23 вересня 1993) — японський плавець.
Призер Олімпійських Ігор 1960 року.